# Klaus Moesgaard
Klaus Moesgaard Andersen (født 13. februar 1997) er en dansk fodboldspiller, der spiller for Ringkøbing IF i Danmarksserien.

## Klubkarriere
I april 2017 skrev Moesgaard under på en toårig forlængelse af sin kontrakt.
Moesgaard fik sin debut i Landspokalturneringen mod Superliga-holdet SønderjyskE Fodbold den 7. november 2018 som indskifter i en 2–1 kvartfinale-sejr.
I 2019 skiftede Moesgaard til 2. divisionsklubben Ringkøbing IF tæt på hjemstavnen Faster. På trods af nedrykningen til Danmarksserien efter hans første sæson i klubben, blev han ved med at være tilknyttet holdet, idet det ikke lykkedes ham at finde en ny klub på højere niveau.